# روبرتو روسلینی
روبرتو روسلینی (به ایتالیایی: Roberto Rossellini) (زاده ۸ مه ۱۹۰۶ – درگذشته ۳ ژوئن ۱۹۷۷) کارگردان مشهور از پایه‌گذاران نئورئالیسم در سینمای ایتالیا بود. او را پدرخواندهٔ موج نو سینمای فرانسه می‌دانند.
او همچنین با اینگرید برگمن، بازیگر مشهور هالیوودی ازدواج کرد.

## زندگی و کارنامه

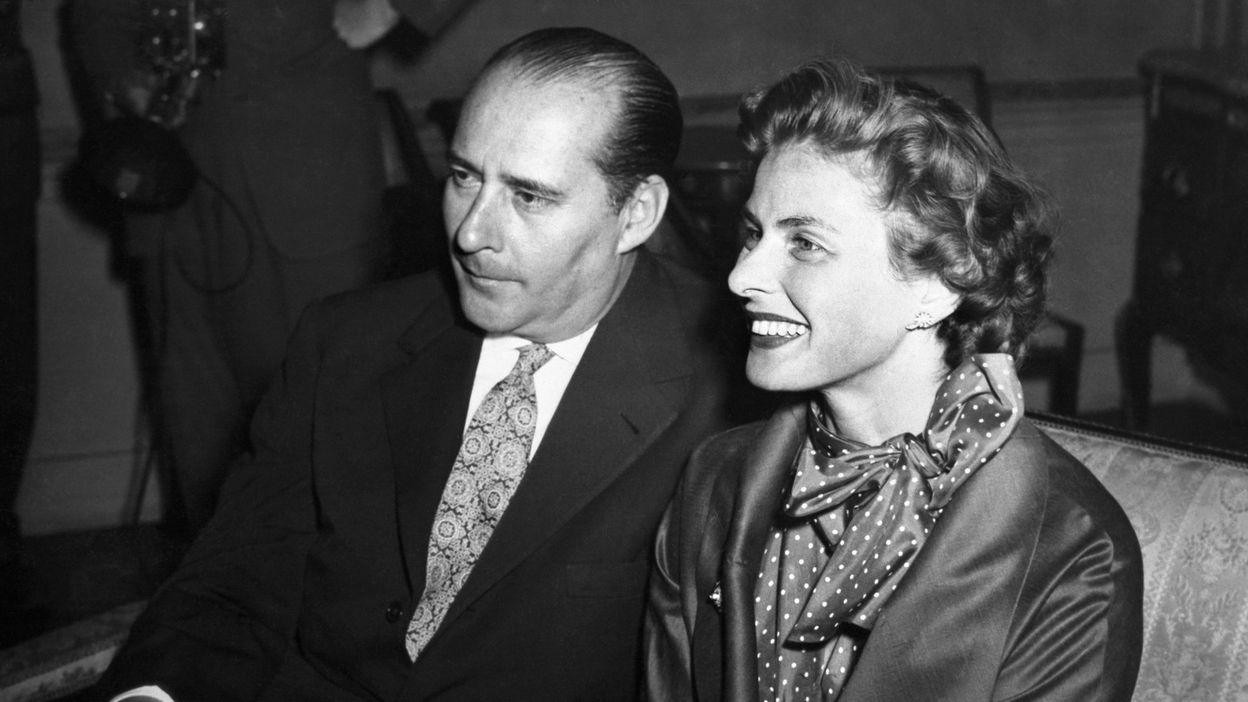
روبرتو روسلینی در کنار همسرش در سال 1951

روبرتو روسلینی در خانواده‌ای بورژوا  در شهر رم زاده شد. پدرش آنجیولو جوزپه (Angiolo Giuseppe) که پپی نو (Peppino) خوانده می‌شد، معمار بود که نخستین تالار سینما را در شهر رم ساخت. مادرش الترا به گفتهٔ روسلینی «زنی بود خانه‌دار، با چشم‌هایی بسیار نزدیک بین، خیلی کم‌روی، و بس خنده آور. خیلی سخت می شد با او ساخت»
زندگی روسلینی‌ها در ناز و نعمت می‌گذشت، تا بدانجا که در خیابان لودویسی (به ایتالیایی: via Ludovisi) خانه داشتند (همان خیابان که در ۱۹۲۲ موسولینی نخستین مهمانسرای رم را در آن ساخت) و روبرتو و برادرش رنزو (به ایتالیایی: Renzo) -- که در آینده آهنگساز شد و آهنگ‌های بسیاری از فیلم‌های روسلینی را ساخت -- و دگر فرزندان را پرستارها بزرگ می‌کردند. روسلینی جوان بسیار ول‌خرج بود و پول به هدر می‌داد. او خود بیاد می‌آورد که به هنگام جوانی به سرماخوردگی اسپانیایی (به انگلیسی: Spanish Flu) دچار شده بود و به این بهانه بیست ماه را در بستر گذراند. بیست ماهی که به گفتهٔ او «هنگامی سراسر از خوشی» برایش بود چراکه همه به نوازش گذشت؛ و چنین بود که او در چهارده سالگی زن بستری آموخت و نخستین خودروی خویش را در پانزده سالگی خرید. او هرگز به آموزشگاهی نرفت و از آموزگاران ویژه در خانه آموخت.
برای او خانهٔ روسلینی‌ها همه جای خوش گذرانی نبود و در آن همچنین به آفرینندگی، هنر و انگاشت نیز دل پیوندی داده می‌شد. روبرتو و برادرش رنزو از اوان کودکی جامه‌های شگرفی دربر می‌کردند و برای خانوادهٔ خویش نمایش بازی می‌گذاشتند.
روبرتو ۲۶ ساله بود که در ۱۹۳۲ پدر از دست داد و بناگاه دریافت که همه دارایی پدر با خوشگذرانی‌هاشان به باد رفته ست. پس برای نخستین بار به جستجوی کار پرداخت. در ۱۹۳۴ در سینما آغاز به کار نمود و همهٔ چم‌های کار را از فیلمنامه‌نویسی و ویراستاری تا صدابرداری فرا آموخت؛ و بزودی پس از نوشتن فیلم‌نامه برای نخستین فیلم خویش: «پیش‌درآمد برای پس از نیمروز فاون (ایزد کشت، نیمه بز، نیمه مرد)» Prélude à l'aprés-midi d'un faune ساختن آن را آغاز نمود؛ ولی فرمانروایی فاشیسم به رهبری بنیتو موسولینی به بهانهٔ آنکه این فیلمی بی شرمانه است از پخش آن جلوگیری نمود. وگرچه هنگامی‌که ویتوریو موسولینی پسر رهبر، که در کار سینما بود، او را به همکاری فراخواند او آن پذیرفت.

### فیلم‌های دورهٔ فاشیسم ۱۹۴۴–۱۹۴۰
روسلینی چهارده ساله بود که فاشیست‌ها در ایتالیا فرمانروایی را به‌دست گرفتند؛ بنابراین سال‌های شکل‌گیری شخصیتش در دوران فاشیسم گذشت.
نخستین باوردار پرده یی screen credit روسلینی در فیلم گزافه پیامی propaganda به نام «خلبان، لوچیانو سرا» Luciano Serra, Pilota بود که در ۱۹۳۸ به فراوری ویتوریو موسولینی، پسر رهبر، ساخته شد. فیلم بر پایهٔ داستانی از گوفردو الساندرینی Goffredo Alessandrini و فراچسکو مازورو Francesco Masoero بود و فیلم‌نامه را الساندرینی، که کارگردانی فیلم هم با او بود، نوشت و روسلینی در نوشتن فیلم‌نامه به او یاری داد و همچنین بخش‌هایی از فیلم را نیز کارگردانی نمود. در سال ۱۹۴۰ روسلینی کارگردان ارته وند technical director فیلم‌های پذیرفته شدهٔ فاشیست‌ها بود.
دراین چرخه روسلینی سه فیلم گزافه پیامی فاشیست را خود کارگردانی نمود که درآینده به هنگام نبشتن کارنامهٔ خویش برای کایه دو سینما در سال ۱۹۵۵ از شناسایی آن‌ها به آوند کارهای خویش سرباز زد. نخستین از این سه «ناو سپید» La Nave Bianca نام داشت. این فیلم به گونهٔ فیلمی گواه دار documentary آغاز شد ولی به فیلمی داستانی دگرگونی گرفت. روسلینی در این فیلم از هنرپیشه‌های دگرپیشه amateur actors سود جسته و این نشان بارز کارهای آینده او شد. «ناو سپید» بیش از آنکه فیلمی سیاسی یا اندیشارگرا باشد فیلمی بود انسانی که با دیدی مهرانگیز به ملوانان و کارکنان بیمارستان نگاه می‌انداخت. دو دیگر از این سه‌گانه فیلم «خلبانی بازمی‌گردد» Un pilota ritorna در ۱۹۴۲ و "مردی بر چلیپاً L'umomo della croce در ۱۹۴۳ بودند.

### سه‌گانه‌های پس از جنگ ۱۹۴۷–۱۹۴۵
تنها دو سال پس از فرجامین فیلم چرخهٔ فاشیستی خویش روسلینی «رم شهر بی دفاع» Roma, Citta Aperta -- شاید که پر ارجترین فیلم خویش و نماد برجستهٔ فیلم‌های نئورئالیستی neorealism -- را ساخت. او فیلمنامهٔ این فیلم را در ۱۹۴۳ نوشت همان هنگامی‌ که نازی‌ها ایتالیا را در گرفت خود داشتند. این فیلم گردآورده ایست از داستان‌های مردم رم در دورهٔ درگرفت و موضوعٔ فیلم داستان دستگیری یکی از رهبران پایداری در برابر نازی هاست. این فیلم در هنگامی ساخته شد که پول وسرمایه کمیاب بود و فیلم خام بسختی یافت می‌شد. از دگر سوی در پیرامون او همه چشم‌اندازهای خرابی و روینی و آسیب‌های جنگ بود و چنین بود که فیلمبرداری در خود جای رویدادها انجام گرفت و نیازی به صحنه‌سازی نبود؛ و به همین گونه هزینه‌های فیلم با بهره بری از مردم جنگ زده به جای به‌کارگیری هنرپیشه‌ها، پایین می‌آمد. ازآن پس بهره‌گیری از جای راستین به جای صحنه‌سازی و به‌کارگیری از مردم به جای هنرپیشگان پیشه‌ای از ویژگی‌های بارز سبک نئورئالیستی گشت. آرمان اینگون از ارته‌ها آن بود که تا بدانجا که شدایی داشت تماشاگران را به جهان درون فیلم نزدیکتر کنند. به‌گفتهٔٔ او «خود جهان، و نه داستان آن، هستار زندهٔ فیلم شدایی گراست.»
همانگونه که بازکاو فیلم آندره بازن André Bazin می‌گوید. سبک نئورئالیستی تنها یک داستان را با اندکی از هوای شدایی نمی‌آمیزد تا که زرق وبرقی بیافریند؛ که بل برآنست تا همهٔ تکه‌پاره‌های شدایی را با همه رمز و راز آن پیش نهد تا تماشاگر خود آن پاره‌ها را پهلوی هم بگذارد و آن رمز وراز بگشاید. روسلینی خود می‌گفت در آن گاهان که فیلم «رم شهر بی‌پناه» را می‌ساخت «نیاز شگرفی به یافتن راستی» در هوا موج می‌زد و آنچه که او و دیگر کارگردانان نوشداگر کردند «بیش از آنکه پیروی از یک سبک باشد پشتیبانی از جایگاهی درست وای بود»
روسلینی برای آنکه این فیلم را در آمریکا نشان دهد آن را به بهایی ناچیز به سربازی آمریکایی فروخت. آن سرباز فیلم را به جوزف باستین Joseph Bustyn فروخت که او آن را برای دو سال در نیو یورک بپرده نمایش گذاشت. دو دیگر فیلم‌های این چرخه «از خودی‌ها» Paisà در ۱۹۴۶ شش داستان از آفند نیروهای متفقین به ایتالیا از ماه ژوئیه ۱۹۴۳ تا زمستان ۱۹۴۴ و از ونیز تا سیسیلی است. وسه دیگر «آلمان، سال صفر» Germania, anno zero ۱۹۴۷ زندگی پسر جوانی را در برلین دنبال می‌کند که پیش‌آمدهای جنگ و نازی‌ها زندگیش را به مرز نابودی کشانده‌اند. در «آلمان، سال صفر» روسلینی برخی ازارته‌های فیلم‌های هالیوود را بکار گرفت و این مایهٔ آن شد که بازکاوان چپ‌گرا و مارکسیست فیلم بر او خرده گیرند که او به بنیان‌های شدایی realism وفادار نمانده‌است و این آغاز پادایی چپ با او بود از آن پس.
فرا از سه‌گانه‌هایش، در ۱۹۴۸ روسلینی فیلم «شیدایی» L'Amore را در دو بخش کارگردانی نمود. بخش یکم بر پایهٔ نمایشنامه‌ای از ژان کوکتو به نام «صدای انسان» La voix humaine بود و بخش دوم از فیلم‌نامه بر پایهٔ داستانی از فدریکو فلینی جوان به نام «شگفتاک» Il Miracolo. بازیگری آنا مانیانی، که در آن هنگام معشوقه روسلینی بود بس ستایش شده‌است. در بخش نخست زنی می‌کوشد تا گفتگویی تلفنی داشته باشد با دلداری بی مهر؛ و در بخش دوم زن ساده دلی می‌پندارد که آبستن مسیح است و ولگردی که پدر کودک اوست سنت جوزف است.

### فیلم‌های نوین ۱۹۶۲–۱۹۵۷
در ۱۹۴۸ روسلینی نامهٔ زیر را از اینگرید برگمن دریافت کرد که برای همیشه زندگی هنریش را دگرگون نمود.
آقای روسلینی گرامی، من فیلم‌های «رم» و «از خودی‌ها» ی شما را دیده و از آن‌ها بسیار خوشم آمده آست. اگر شما به یک ستارهٔ سوئدی نیاز دارید که خیلی خوب به زبان انگلیسی آشناست و زبان آلمانی اش را هم فراموش نکرده‌است، و وقتی به فرانسه حرف می‌زند گفته‌هاش در خور فهم نیست و از ایتالیایی تنها»ti amo" را می‌داند، آماده‌ام که بیایم و با شما فیلم بسازم. اینگرید برگمن

روسلینی برای او و با او فیلم «استرامبولی، سرزمین خدا» Stromboli, terra de Dio را ساخت. این داستان «کارین» زنی فراری از لیتوانی است که همسر ماهیگیر ایتالیایی بی نوایی می‌شود تا از زندانی شدن در یک اردوگاه بگریزد ولی خود را در تلهٔ استرامبولی یک جزیرهٔ دورافتادهٔ آتش فشانی می‌یابد.
استرامبولی آغاز چرخهٔ تازه‌ای در زندگی روسلینی بود او و برگمن که هر دو همسر داشتند دلباختهٔ هم شدند. روسلینی از همسرش مارسلا دو مارکیز Marcella De Marquis و معشوقه‌اش آنا مانیانی جدا شد تا با برگمن که شوهر خویش پیتر لیندستورم Petter Lindstrom را با دخترش در کالیفرنیا رها کرده بود زندگی کند. روسلینی و برگمن تا سال ۱۹۵۶ با هم بودند و در این دوره با هم پنج فیلم ساختند. در این دوره مارکسیست‌ها بر او بس خرده می‌گرفتند که بس از هالیوود هنایش می‌گیرد و سینماگران سبک نئورئالیستی دیگر او را از گروه خود نمی‌شناختند. با این همه مجلهٔ کایه دو سینما Cahiers du Cinéma که سخنگوی سینمای موج نو فرانسه بود او را «پدر سینمای نو» خواند.
آندره بازن منتقد فرانسوی در بخشی از نوشتهٔ خود با عنوان «پدافند از روسلینی» نوشت:
«... آیا روسلینی هرگز یک نئورئالیست بوده و آیا او هنوز هست؟ چنان به دید می‌آید که شما می‌پذیرید که او نئورئالیست بوده‌است. براستی چگونه می‌توان نگارهٔ فیلم‌هایی چون» رمٍ، شهر بی‌پناه یا «از خودی‌ها» را در پی ریزی و گسترش نئورئالیستی نا دیده گرفت؟ با این همه به‌گفتهٔٔ شما گونه‌ای پس رَوی، که در فیلم «آلمان، سال صفر » به چشم می‌خورد، در کارهای بعدی او بارز تر شد. این اًفت با فیلم‌های «استرامبولی، سرزمین خداً و» گل‌های سن فرانسیس «Francesco, giullare di Dio آغاز شد و در» فیلم‌های «اروپا ۵۱ » و «سفری به ایتالیا Viaggio in Italia به اوج خود رسید.»
بازن سپس به بررسی یک یک این فیلم‌ها می‌پردازد و ثابت می‌کند که همهٔ این کارها مدرن و ارزنده هستند. در فیلم «اروپا ۵۱» (۱۹۵۲) برگمن در رل «ایرنه» زنی ثروتمند بازی می‌کند که پس از خودکشی پسرش از شیوهٔ زندگی خویش دل‌افسرده و پشیمان است. پس ازآن که «آندریا» دوست کمونیستش او را با محله‌های فقیرنشین رم آشنایی می‌دهد ایرنه همهٔ وقت خودرا به کمک به بینوایان می‌گذراند و این بدگمانی شوهرش را برمی‌انگیزد که شاید او با آندریا سروسری دارد و از اینرو او را در آسایشگاهی بستری می‌سازد. در فیلم سفری به ایتالیا (۱۹۵۳) زن و شوهری انگلیسی در سفرشان به ایتالیا هنگامی‌که به ناپل می‌رسند میانه‌شان بهم می‌خورد. این فیلم امروزه یکی از ارزنده‌ترین کارهای روسلینی شناخته می‌شود فرانسوا تروفو آن را نخستین فیلم مدرن خواند. روسلینی در این فیلم نوآوری‌های بسیاری را به کار می‌گیرد. برای نمون او از نشان دادن فیلم‌نامه به برگمن و جرج ساندرز George Sanders که رل‌های زن و شوهر را بازی می‌کنند خودداری می‌کند تا آن‌ها در بازی حالتی سرگردان داشته باشند. همچنین از بسیاری از تکه فیلم‌های گواهاک از چشم‌اندازهای ایتالیا کمک می‌گیرد تاکه فضایی تعلیقی پدیدآورد. او این رویه را در فیلم «هراس» La paura ساختهٔ ۱۹۵۴ نیز دنبال می‌کند. «هراس» بر پایهٔ داستانی از نویسندهٔ آلمانی استفان زویگ Stefan Zweig است و روسلینی برآنست تا بازسازی آلمان را از هر دو جهت مادی و معنوی (ماترایی و میانایی) بررسی کند.
روسلینی در ۱۹۵۹ پس از جدایی از برگمن یکی از پیچیده‌ترین و زیباترین کارهای سینمایی خویش را به نام ژنرال دلارووره Il generale della Rovere با بازیگری هنرپیشه بزرگ ایتالیایی ویتوریو دسیکا به پرده درآورد. این فیلم برندهٔ جوایز بسیار از جمله جایزهٔ شیر زرین از فستیوال فیلم ونیز ۱۹۵۹، جایزه بهترین فیلم از دوید دی دوناتلو David di Donatello سندیکای روزنامه نویسان سینمایی ایتالیا ۱۹۶۰ گردید. داستان فیلم پژوهشی است در دگرگونی شخصیت و پیچیدگی‌های روانی و اخلاقی.

### چرخهٔ تاریخ فرهنگ ۱۹۷۷–۱۹۶۴
در سال ۱۹۶۳ روسلینی هویدا نمود که از آن پس سینما را کنار خواهد گذاشت و تنها به کارهای تلویزیونی خواهد پرداخت تا آموزش فرهنگی را شداواری دهد؛ و چنین بود که در این چرخه او چندین فیلم زندگی‌نامه‌ای و فیلم کوتاه گواه وند documentaries برای تلویزیون فرآورد کرد. از شمار این فیلم‌ها باید از «فرمان‌روایی لویی چهاردهم» La Prise de pouvoir par Louis XIV در ۱۹۶۶، «سوکراتیس» (سقراط)Socrate در۱۹۷۱، «آگوستین هیپو» Agostino d'Ippona و «بلیز پاسکال» Blaise Pascal هر دو در ۱۹۷۲، «دکارت» Cartesius در ۱۹۷۴، «کنسرت برای میکل آنژ» Concerto per Michelangelo در ۱۹۷۷ باید نام برد.
br>/>
اگرچه باید گفت که در سال‌های پایانی این چرخه روسلینی دو فیلم «سال یکم» Anno uno و «مسیحا» Il messiah را نیز ساخت.
در «سال یکم»، ۱۹۷۴ روسلینی زندگی‌نامهٔ آلچید دو گاسپری Alcide de Gasperi را بازمی‌نمایاند که نخست‌وزیری ایتالیا را در هشت فرمانروایی در سال‌های ۱۹۴۸ تا سال درگذشت اش در ۱۹۵۴ دردست داشت. او پیش از آن رانشمدار و سردبیر روزنامه بود که نام و ارجی بسزا در پادمندی با موسولینی یافته بود. گاسپری (با بازی لویجی وانوچی Luigi Vannucchi) از سوی فرمان واری فاشیسم زندانی شده و پس از رهایی در۱۹۲۹ در واتیکان خموشانه به کار پرداخت. در هنگامهٔ جنگ دوم جهانی او که اینک شصت ساله بود به جنبش پایداری پیوست. گاسپری در سال‌های نخست وزیریش توانست از پیوند نزدیکش با واتیکان سود برد تا از یازش کلیسا در رانش کشور بکاهد؛ و در «مسیحا»، ۱۹۷۵ او با دیدی انسان گرایانه زندگی عیسی مسیح را به پرده می‌آورد. عیسی او انسانی آشاوند است که نیکنودی او انگیزانندهٔ رهبری او ست و نه از این که پسر خدا باشد.

### داوری
فیلم‌های روسلینی از همان آغاز با ستایش باز کاوان روبرو شدند اگرچه خرده گیران چپ از بی وفایی او به «نئورئالیستی» ناب و پالوده گلایه داشتند و خرده گیران راست آن‌ها را گزافه نمایی کمونیستی می‌خواندند. «رم شهر بی‌پناه» به آوند نمادی برای سینمای ایتالیا شناخته شد. برای نمون «انیو فلایانو»Ennio Flaiano از شمار ستایندگان او در بارهٔ این فیلم نوشت: «کارگردانی روسلینی بسوی بنیادین‌ها پی جویی می‌کند؛ و از بی راهه روی سر باز می‌زند؛ و داته‌هایش
facts را، که فیلم از آن‌ها سرشار است، خونسردانه و موشکافانه بازمی‌گشاید. «ماسیمو میدا» Massimo Mida در همین باره نوشت: «آن کار بازتازه، بی همگون و راستین که هنر ایتالیا برای سال‌ها چشم براهش بود… فیلمی که پیشینه و آیین ولنگاری را نابود می‌کند و با نیروی ترکیدنی سهمگین راهی در دل کوهساران گذر ناپذیر بازمی‌گشاید.» از سوی دیگر «جیمز اگی» James Agee در پاته با آن در نشریهٔ Nation نوشت: «یک گزافه نمایی کمونیستی… کلاهبرداری از سر تماشاگران». واتیکان در روزنامهٔ اوسرواتوره رومانو Osservatore Romano خرده‌گیری تیزتری داشت و «گزینش غریب و در خور پرسش» روسلینی را «دورانداختنی» برمی‌شمرد.
در دههٔ ۱۹۵۰ اندک پشتیبانی که چپ از او می‌نمود به باد شد. آن‌ها او را «روان آشاگر» spiritualist می‌خواندند. بر او خرده می‌گرفتند که به ستیز رده‌ها Class struggle باور ندارد و به جای آن بگونه‌ای «تاریخ گرایی کاتولیکی» Catholic historicism دلبسته است چراکه او «کشیش» و نه «کمونیست» را کس گانهٔ والای فیلم‌هایش نموده و کشیش او نماد جنبش پایداری نیست که بل او نشان از شکست ناپذیری روان آشاست. همهٔ مرگ و هشیاری در فیلم‌های نو شدای او تنها گسترده گویی‌هایی است که هیچ آموزشی را برای پیوندهای انسانی در برندارند. بنا بر گفتهٔ این خرده گیران روسلینی از نیاز به پژوهش در «تاریخ پایداری گشتا شده» Actual historical Resistance، از روشن‌گری گفتمانی در میان نیروهای آشکار همگانه dialectic among concrete social forces برای آن پژوهش، و نیاز به بررسی نیروها و دات‌های تاریخ سر باز می‌زند. در بینش آشاروانی و اتاریخی ahistorical او این «گفتمان گری نیروهای تاریخ» نیست که پیروزی انسان گرایی را شدایی می‌دهد که بل آن پندارهٔ «عشق» در مسیحیت است.
شاید این خرده‌گیری‌ها در گذشته درست می‌نمودند، اما می‌بایست در دید داشت که شمار اندکی از فیلم‌ها، به ویژه فیلم‌های مارکسیستی ایتالیایی، روشنگر گفتمانی از هر گونه بوده‌اند و هیچ‌یک از آن‌ها تاکنون دات‌های تاریخ را نمی‌آزمایند. از دگر سوی، بر رسی‌های نو و بدور از آفندهای‌های خشک و تیز هنجاره‌ها و یازش‌های مارکسیستی، ارزش ناب کارهای روسلینی را آشکاری می‌دهند. اگرچه روسلینی خود همواره به ارزش جستجو برای یافتن راستی و شدایی در کارهایش پا فشرده، ابن گونه دلواپسی‌ها بتازگی در بررسی کارهای او راه یافته‌اند.
«روث بن غیات» Ruth Ben-Ghiat و «جفری نؤل اسمیث» این گونه بررسی را به فیلم‌های دورهٔ فاشیست او گسترش می‌دهند. بن غیات ویژگی‌های دوران نئورئالیستی را از همان کارهای آغازین روسلینی بازمی‌یابد و نؤل اسمیث ویژگی دیگر کارهای او را در نبودن هم پیوندی و همبستگی میان مردمان می‌یابد که چه در سه‌گانه‌های نوشداییی او و چه در فیلم‌های نوین او با برگمن به آشکاری پدیدارند.،
«ساندرو برناردی» Sandro Bernardi از سوی دیگر پژوهش تیز و باریک بینانهٔ مزدایش the sacred را در چشم‌اندازهای او نشان می‌کند؛ و به پندار برناردی «در چشم اندازه است که کس گانه‌ها، در آزمودن بینش خویش، از خود فرا می‌شوند و جهانی را که در پیرامون شان گسترده‌است باز می‌شناسند. پیوند تک تن‌ها با همگان، آیین وری مردگان، شیدایی و بازگشایی و تماشای جهان پدیدارهایی هستند که چشم‌انداز را به افسانه وست می‌دهند به نشانشی از مزدایش»
فراتر آنکه، ارزش بسیاری از ارته‌های روسلینی در آزمون‌هایش با گذشت سالیان آشکارتر میَ شود. برای نمون به‌کارگیری دوربین همچون دستگاهی دانش‌پژوه برای کاوش روانی یک کس گانه، همچون کسگانهٔ آنا مانیانی در فیلم «شیدایی». روسلینی او را در زیر ذره بین دوربینش در اتاقی برهنه از هر چیز می‌گذارد و درگذاری دانشورانه به کاوش روان او آهنگ می‌کند. در آزمونی دیگر در فیلمی از یاد رفته به نام «گاراک کشندهٔ تبه کاران» La macchina ammazzacattivi در ۱۹۵۴ روسلینی که شیفتهٔ اندیشار «شدایی آفریده شدهٔ تماشاگر» Observer created reality در کوانتم فیزیک است می‌کوشد تا این پدیده را آزمون کند و چنین است که در زیر لایه‌های ی نازک نو شدایی فیلم‌های او ژرفای اندیشار انسان گرانه او در باز تاب این آزمون‌ها نمایان می‌شود.

## گزیده فیلم‌شناسی
- کشتی سفید (۱۹۴۱)؛ اولین فیلم بلند روسلینی
- رم، شهر بی‌دفاع (۱۹۴۵)
- پاییزا (۱۹۴۶)
- آلمان، سال صفر (۱۹۴۸)
- استرومبولی (۱۹۵۰)
- گل‌های سنت فرانسیس (۱۹۵۰)
- هفت گناه کبیره (۱۹۵۲)
- اروپا ۵۱ (۱۹۵۲)
- ما، زنان (۱۹۵۳)
- سفر به ایتالیا (۱۹۵۴)
- آزادی کجاست؟ (۱۹۵۴)
- ترس (۱۹۵۴)
- ژاندارک بر صلیب (۱۹۵۴)
- هند: سرزمین مادری (۱۹۵۹)
- ژنرال دلا روره (۱۹۵۹)
- گاریبالدی (۱۹۶۱)
- مسیح (۱۹۷۵)؛ آخرین فیلم سینمایی روسلینی